# Клейн, Джо
Джозеф Уильям «Джо» Клейн (англ. Joseph William "Joe" Kleine; родился 4 января 1962 года, Колорадо-Спрингс, штат Колорадо) — американский профессиональный баскетболист и тренер.

## Студенческая тренера
Клейн родился в городе Колорадо-Спрингс (штат Колорадо), учился в средней школе Слейтера (штат Миссури). После школы поступил в Университет Нотр-Дам, однако после первого курса перевёлся в Арканзасский университет, где выступал в одной команде («Арканзас Рейзорбэкс») с Элвином Робертсоном, вместе с которым сделал в НБА продуктивную и продолжительную профессиональную карьеру.
В 1982 году Клейн выиграл в составе сборной США серебряные медали чемпионата мира по баскетболу в Колумбии. В 1984 году стал в составе сборной США олимпийским чемпионом Летних Олимпийских игр в Лос-Анджелесе.

## Карьера в НБА
Играл на позиции центрового. В 1985 году был выбран на драфте НБА под 6-м номером командой «Сакраменто Кингз». Позже выступал за команды «Бостон Селтикс», «Финикс Санз», «Лос-Анджелес Лейкерс», «Нью-Джерси Нетс», «Чикаго Буллз» и «Портленд Трэйл Блэйзерс». Всего в НБА провёл 15 сезонов. В сезоне 1997/1998 годов Клейн стал чемпионом НБА в составе «Буллз». Всего за карьеру в НБА сыграл 965 игр, в которых набрал 4666 очков (в среднем 4,8 за игру), сделал 3991 подбор, 622 передачи, 261 перехват и 285 блок-шотов.
Первые двенадцать лет своей карьеры Клейн заключал весьма продолжительные соглашения с клубами НБА. Сначала он три с половиной года играл за «Сакраменто Кингз», затем четыре с половиной сезона выступал в «Бостон Селтикс», после чего три с половиной года за «Финикс Санз». В 1997 году сменил сразу три клуба, после расторжения контракта с «Санз» сначала перешёл в «Лос-Анджелес Лейкерс», а потом в «Нью-Джерси Нетс».
Перед началом сезона 1997/1998 годов Клейн подписал контракт с командой «Чикаго Буллз», когда в ней блистали Майкл Джордан, Скотти Пиппен, Деннис Родман и Тони Кукоч, в которой выступал в качестве резервного центрового. Джо выходил на площадку со скамейки запасных, сыграв в 46 играх регулярного чемпионата, правда в плей-офф не сыграл ни одного матча, но всё равно получил свой чемпионский перстень.
По окончании сезона Клейн наряду с лидерами покинул клуб, а после локаута, состоявшегося перед началом следующего сезона заключил договор со своей бывшей командой «Финикс Санз», а в следующем году перешёл в «Портленд Трэйл Блэйзерс», где сыграл всего в семи играх, после чего завершил свою карьеру.
Спортивный обозреватель Джон Гуд позже написал, что «Джо Клейн никогда не был звездой, но он всё равно был великим, потому что принял свою роль и был готов играть каждую ночь».

## Тренерская карьера
После завершения профессиональной карьеры игрока работал тренером баскетбольной команды средней школы в городе Литл-Рок, а также выступал в качестве аналитика баскетбольных игр, проходящих на территории Арканзаса. В 2007 году устроился на должность ассистента главного тренера в команду «Арканзас-Литтл-Рок Троянс», на которой работает и в настоящее время.

## Статистика

### Статистика в НБА
| Сезон                                                                                    | Команда    | Регулярный сезон | Регулярный сезон | Регулярный сезон | Регулярный сезон | Регулярный сезон | Регулярный сезон | Регулярный сезон | Регулярный сезон | Регулярный сезон | Регулярный сезон | Регулярный сезон | Серия плей-офф | Серия плей-офф | Серия плей-офф | Серия плей-офф | Серия плей-офф | Серия плей-офф | Серия плей-офф | Серия плей-офф | Серия плей-офф | Серия плей-офф | Серия плей-офф |
| Сезон                                                                                    | Команда    | GP               | GS               | MPG              | FG%              | 3P%              | FT%              | RPG              | APG              | SPG              | BPG              | PPG              | GP             | GS             | MPG            | FG%            | 3P%            | FT%            | RPG            | APG            | SPG            | BPG            | PPG            |
| ---------------------------------------------------------------------------------------- | ---------- | ---------------- | ---------------- | ---------------- | ---------------- | ---------------- | ---------------- | ---------------- | ---------------- | ---------------- | ---------------- | ---------------- | -------------- | -------------- | -------------- | -------------- | -------------- | -------------- | -------------- | -------------- | -------------- | -------------- | -------------- |
| 1985/86                                                                                  | Сакраменто | 80               | 18               | 14,8             | 46,5             | -                | 72,3             | 4,7              | 0,6              | 0,3              | 0,4              | 5,2              | 3              | 0              | 15,0           | 38,5           | -              | 83,3           | 4,7            | 0,3            | 0,3            | 0,3            | 5,0            |
| 1986/87                                                                                  | Сакраменто | 79               | 31               | 21,0             | 47,1             | 0,0              | 78,3             | 6,1              | 0,9              | 0,4              | 0,4              | 7,8              | Не участвовал  | Не участвовал  | Не участвовал  | Не участвовал  | Не участвовал  | Не участвовал  | Не участвовал  | Не участвовал  | Не участвовал  | Не участвовал  | Не участвовал  |
| 1987/88                                                                                  | Сакраменто | 82               | 60               | 24,4             | 47,2             | -                | 81,4             | 7,1              | 1,1              | 0,3              | 0,7              | 9,8              | Не участвовал  | Не участвовал  | Не участвовал  | Не участвовал  | Не участвовал  | Не участвовал  | Не участвовал  | Не участвовал  | Не участвовал  | Не участвовал  | Не участвовал  |
| 1988/89                                                                                  | Сакраменто | 47               | 11               | 19,4             | 38,3             | 0,0              | 92,0             | 5,1              | 0,7              | 0,4              | 0,4              | 6,7              | Не участвовал  | Не участвовал  | Не участвовал  | Не участвовал  | Не участвовал  | Не участвовал  | Не участвовал  | Не участвовал  | Не участвовал  | Не участвовал  | Не участвовал  |
| 1988/89                                                                                  | Бостон     | 28               | 2                | 17,8             | 45,7             | 0,0              | 82,8             | 4,9              | 1,1              | 0,5              | 0,2              | 6,1              | 3              | 0              | 21,7           | 54,5           | 0,0            | 77,8           | 5,7            | 0,7            | 0,0            | 0,3            | 6,3            |
| 1989/90                                                                                  | Бостон     | 81               | 4                | 16,9             | 48,0             | 0,0              | 83,0             | 4,4              | 0,6              | 0,2              | 0,3              | 5,4              | 5              | 0              | 15,8           | 76,5           | 0,0            | 83,3           | 2,8            | 0,4            | 0,4            | 0,6            | 6,2            |
| 1990/91                                                                                  | Бостон     | 72               | 1                | 11,8             | 46,8             | 0,0              | 78,3             | 3,4              | 0,3              | 0,2              | 0,2              | 3,6              | 5              | 1              | 6,2            | 44,4           | -              | -              | 2,2            | 0,2            | 0,0            | 0,0            | 1,6            |
| 1991/92                                                                                  | Бостон     | 70               | 3                | 14,2             | 49,1             | 50,0             | 70,8             | 4,2              | 0,5              | 0,3              | 0,2              | 4,7              | 9              | 0              | 9,1            | 40,9           | 0,0            | 100,0          | 2,4            | 0,1            | 0,0            | 0,1            | 2,2            |
| 1992/93                                                                                  | Бостон     | 78               | 3                | 14,5             | 40,4             | 0,0              | 70,7             | 4,4              | 0,5              | 0,2              | 0,2              | 3,3              | 4              | 0              | 7,3            | 60,0           | -              | -              | 1,3            | 0,0            | 0,0            | 0,3            | 1,5            |
| 1993/94                                                                                  | Финикс     | 74               | 4                | 11,5             | 48,8             | 45,5             | 76,9             | 2,6              | 0,6              | 0,2              | 0,3              | 3,9              | 8              | 0              | 10,1           | 42,9           | -              | 66,7           | 2,1            | 0,4            | 0,1            | 0,5            | 3,5            |
| 1994/95                                                                                  | Финикс     | 75               | 42               | 12,9             | 44,9             | 0,0              | 85,7             | 3,5              | 0,5              | 0,2              | 0,2              | 3,7              | 10             | 10             | 16,7           | 57,4           | 50,0           | -              | 3,1            | 0,8            | 0,5            | 0,3            | 6,3            |
| 1995/96                                                                                  | Финикс     | 56               | 9                | 11,8             | 42,0             | 28,6             | 80,0             | 2,4              | 0,8              | 0,2              | 0,1              | 2,9              | 2              | 0              | 4,0            | 0,0            | -              | -              | 0,5            | 0,0            | 0,5            | 0,0            | 0,0            |
| 1996/97                                                                                  | Финикс     | 23               | 10               | 15,9             | 40,0             | 100,0            | 72,2             | 3,5              | 0,5              | 0,4              | 0,3              | 3,4              | Не участвовал  | Не участвовал  | Не участвовал  | Не участвовал  | Не участвовал  | Не участвовал  | Не участвовал  | Не участвовал  | Не участвовал  | Не участвовал  | Не участвовал  |
| 1996/97                                                                                  | Лейкерс    | 8                | 0                | 3,8              | 25,0             | -                | 100,0            | 1,1              | 0,0              | 0,0              | 0,0              | 0,8              | Не участвовал  | Не участвовал  | Не участвовал  | Не участвовал  | Не участвовал  | Не участвовал  | Не участвовал  | Не участвовал  | Не участвовал  | Не участвовал  | Не участвовал  |
| 1996/97                                                                                  | Нью-Джерси | 28               | 0                | 16,2             | 42,7             | 50,0             | 72,2             | 4,1              | 0,8              | 0,3              | 0,4              | 3,0              | Не участвовал  | Не участвовал  | Не участвовал  | Не участвовал  | Не участвовал  | Не участвовал  | Не участвовал  | Не участвовал  | Не участвовал  | Не участвовал  | Не участвовал  |
| 1997/98                                                                                  | Чикаго     | 46               | 1                | 8,6              | 36,8             | -                | 83,3             | 1,7              | 0,7              | 0,1              | 0,1              | 2,0              | Не участвовал  | Не участвовал  | Не участвовал  | Не участвовал  | Не участвовал  | Не участвовал  | Не участвовал  | Не участвовал  | Не участвовал  | Не участвовал  | Не участвовал  |
| 1998/99                                                                                  | Финикс     | 31               | 5                | 12,1             | 40,5             | 0,0              | 66,7             | 2,2              | 0,4              | 0,3              | 0,0              | 2,2              | 1              | 0              | 5,0            | 50,0           | -              | -              | 1,0            | 0,0            | 1,0            | 1,0            | 2,0            |
| 1999/00                                                                                  | Портленд   | 7                | 0                | 4,4              | 36,4             | -                | 100,0            | 0,9              | 0,3              | 0,1              | 0,0              | 1,6              | Не участвовал  | Не участвовал  | Не участвовал  | Не участвовал  | Не участвовал  | Не участвовал  | Не участвовал  | Не участвовал  | Не участвовал  | Не участвовал  | Не участвовал  |
|                                                                                          | Всего      | 965              | 204              | 15,2             | 45,3             | 27,1             | 79,4             | 4,1              | 0,6              | 0,3              | 0,3              | 4,8              | 50             | 11             | 11,8           | 51,5           | 20,0           | 79,3           | 2,7            | 0,4            | 0,2            | 0,3            | 3,8            |
| Наведите курсор мыши на аббревиатуры в заголовке таблицы, чтобы прочесть их расшифровку. |            |                  |                  |                  |                  |                  |                  |                  |                  |                  |                  |                  |                |                |                |                |                |                |                |                |                |                |                |